# Diosaccus
Diosaccus is een geslacht van eenoogkreeftjes. De wetenschappelijke naam van het geslacht werd voor het eerst geldig gepubliceerd in 1873 door Boeck.

## Soorten
- Diosaccus abyssi Boeck, 1873
- Diosaccus borborocoetus Jakobi, 1954
- Diosaccus dentatus (Thompson I.C. & Scott A., 1903)
- Diosaccus ezoensis Itô, 1974
- Diosaccus hamiltoni (Thompson I.C. & Scott A., 1903)
- Diosaccus koreans Lim, Band, Moon & Back, 2020
- Diosaccus monardi Sewell, 1940
- Diosaccus rebus (Sewell, 1940)
- Diosaccus robustus (Thompson I.C. & Scott A., 1903)
- Diosaccus ruber Brian, 1923
- Diosaccus sordidus Brady, 1910
- Diosaccus spinatus Campbell, 1929
- Diosaccus tenuicornis (Claus, 1863)
- Diosaccus truncatus Gurney, 1927
- Diosaccus valens (Gurney, 1927)

### Synoniemen
- Diosaccus varicolor (Farran, 1913) => Diosaccus varicolor varicolor (Farran, 1913)
- Diosaccus longirostris (Claus, 1863) => Paramphiascopsis longirostris (Claus, 1863)
- Diosaccus propinquus Scott T. & Scott A., 1893 => Pseudodiosaccus propinquus (Scott T. & Scott A., 1893)